# Armenia, Antioquia
Armenia este un municipiu din departamentul Antioquia, Columbia.